# Eric the Red
Az Eric the Red a feröeri Týr zenekar második albuma. 2003. június 27-én jelent meg. A zenét és a szövegeket Heri Joensen írta. Az albumon több feröeri (Ólavur Riddararós, Regin Smiður, Stýrisvølurin) és dán (Ramund Hin Unge) népdal feldolgozás, és egy népszerű ír kocsmadal (The Wild Rover) is helyet kapott.
Az album címe Vörös Erik 10. századi viking hajósra, Grönland felfedezőjére utal.
Az eredetileg a feröeri Tutl lemezkiadónál megjelent albumot 2006. március 24-én a Napalm Records újra kiadta az eredetitől eltérő lemezborítóval, és a számlistát kibővítve az együttes 2000-es demójáról származó két bónusz dallal.

## Az album dalai
1. The Edge
2. Regin Smiður
3. Dreams
4. The Wild Rover
5. Stýrisvølurin
6. Ólavur Riddararós
7. Rainbow Warrior
8. Ramund Hin Unge
9. Alive
10. Eric the Red
11. God of War (bónusz demófelvétel, 2006)
12. Hail to the Hammer (bónusz demófelvétel, 2006)

## Közreműködők
- Heri Joensen – ének, gitár
- Terji Skibencs – gitár
- Gunnar H. Thomsen – basszusgitár
- Kári Streymoy – dob